# Veliko Brdo
Veliko Brdo este o localitate din comuna Ilirska Bistrica, Slovenia, cu o populație de 98 de locuitori.